# Contea di Hunt
La contea di Hunt in inglese Hunt County è una contea dello Stato del Texas, negli Stati Uniti. La popolazione al censimento del 2010 era di 86 129 abitanti. Il capoluogo di contea è Greenville. La contea è stata creata nel 1846 dalle contee di Fannin e Nacogdoches. Il suo nome deriva da Memucan Hunt (1729–1808), Segretario alla Marina della Repubblica del Texas. Lo sceriffo della contea è Randy Meeks, mentre il giudice è John Horn.

## Geografia fisica
| Anno | Popolazione | ±%     |
| ---- | ----------- | ------ |
| 1850 | 1,520       |        |
| 1860 | 6,630       | 336.2% |
| 1870 | 10,291      | 55.2%  |
| 1880 | 17,230      | 67.4%  |
| 1890 | 31,885      | 85.1%  |
| 1900 | 47,295      | 48.3%  |
| 1910 | 48,116      | 1.7%   |
| 1920 | 50,350      | 4.6%   |
| 1930 | 49,016      | −2.6%  |
| 1940 | 48,793      | −0.5%  |
| 1950 | 42,731      | −12.4% |
| 1960 | 39,399      | −7.8%  |
| 1970 | 47,948      | 21.7%  |
| 1980 | 55,248      | 15.2%  |
| 1990 | 64,343      | 16.5%  |
| 2000 | 76,596      | 19.0%  |
| 2010 | 86,129      | 12.4%  |

Secondo l'Ufficio del censimento degli Stati Uniti d'America la contea ha un'area totale di 882 miglia quadrate (2280 km²), di cui 838 miglia quadrate (2170 km²) sono terra, mentre 42 miglia quadrate (110 km², corrispondenti al 4,2% del territorio) sono costituiti dall'acqua.

### Strade principali
- Interstate 30
- U.S. Highway 67
- U.S. Highway 69
- U.S. Highway 380
- State Highway 11
- State Highway 24
- State Highway 34
- State Highway 50
- State Highway 66
- State Highway 224
- State Highway 276
- Loop 178
- Spur 302

### Contee adiacenti
- Fannin County (nord)
- Delta County (nord-est)
- Hopkins County (est)
- Rains County (sud-est)
- Van Zandt County (sud)
- Kaufman County (sud)
- Rockwall County (sud-ovest)
- Collin County (ovest)

## Istruzione
Nella contea sono presenti i seguenti distretti scolastici:
- Bland ISD
- Boles ISD
- Caddo Mills ISD
- Campbell ISD
- Celeste ISD
- Commerce ISD
- Community ISD
- Cooper ISD
- Cumby ISD
- Fannindel ISD
- Greenville ISD
- Leonard ISD
- Lone Oak ISD
- Quinlan ISD
- Royse City ISD
- Terrell ISD
- Wolfe City ISD

## Media
I media locali includono KDFW-TV, KXAS-TV, WFAA-TV, KTVT-TV, KERA-TV, KTXA-TV, KDFI-TV, KDAF-TV, KFWD-TV, KDTX-TV, KLTV-TV, KYTX-TV, KFXK-TV, KCEB-TV, e KETK-TV.